# دينيس جوميز
دينيس جوميز (بالإسبانية: Denis Gomez)‏ هو لاعب كرة قدم كولومبي، ولد في 7 أكتوبر 1991. لعب مع إنديبندينتي ميديلين.